# Karel David
Karel David (* 8. února 1964, Nový Jičín) je bývalý československý a později český atlet, běžec, který se věnoval dlouhým tratím, zejména maratonu.

## Sportovní kariéra
Dvakrát reprezentoval na letních olympijských hrách. V roce 1988 doběhl na letní olympiádě v jihokorejském Soulu na 55. místě (2:26:12). O čtyři roky později skončil na letních hrách v Barceloně na devatenáctém místě v čase 2:16:34.
V roce 1989 se stal vítězem Mezinárodního maratonu míru v Košicích časem 2:18:39. V roce 1990 na mistrovství Evropy ve Splitu obsadil sedmé místo (2:18:05) . V letech 1991 a 1992 se stal vítězem vídeňského maratonu a v roce 1993 zde doběhl druhý . 23. května 1993 zaběhl v německém Hamburku maraton v čase 2:11:57, tento čas je dodnes českým rekordem . Na mistrovství světa v Athénách 1997 skončil na dvaatřicátém místě (2:24:42).
Karel David byl svými výkony mezi lety 1988 - 1998 nepřetržitě 11 let nejlepším českým maratoncem (v letech 1988 - 1992 i československým). Jeho osobním rekordem je čas 2:11:13, který však není rekordem českým, protože jej dosáhl v barvách slovenského klubu (Dukla Banská Bystrica). Poprvé se představil na maratonské trati ve 23 letech (1987) v Budapešti a hned dokázal zvítězit časem 2:21:15.

## Osobní rekordy
- 1500 m - 3:53,20 (1983)
- 5000 m - 14:37,26 (1986)
- 10 000 m - 29:46,20 (1985)
- 3000 m př. - 8:49,46 (1985)
- maraton - 2:11:13 (1991)